# Weimarer Koalition

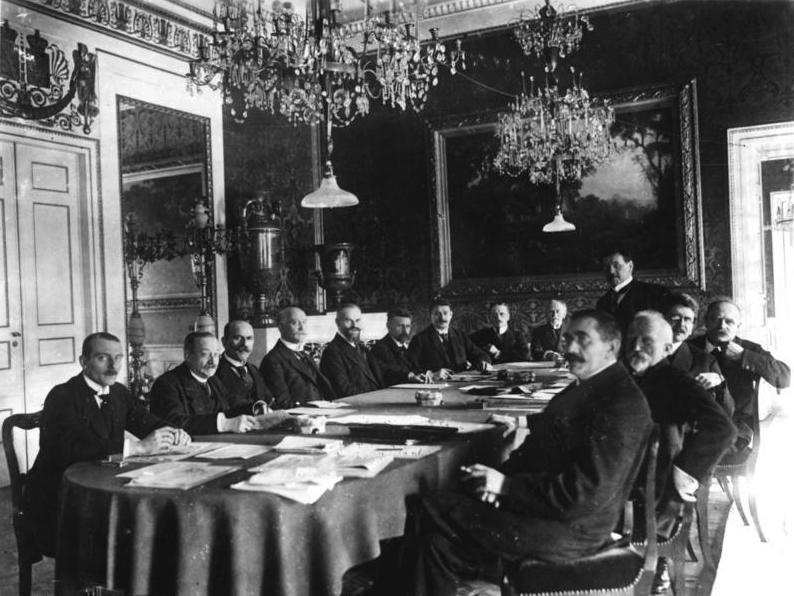
Die erste eigentliche Weimarer Koalitionsregierung, das Kabinett Scheidemann am 13. Februar 1919 in Weimar.

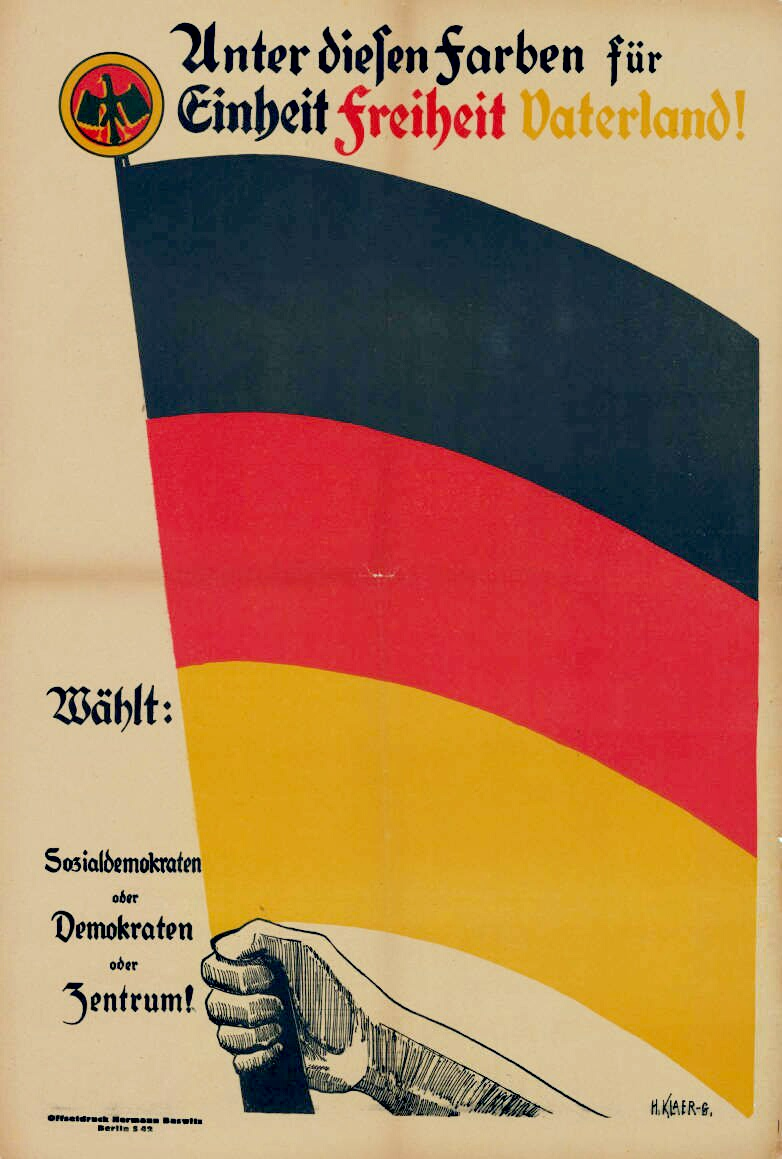
Wahlplakat für die Weimarer Koalition

Weimarer Koalition ist die zusammenfassende Bezeichnung für die Koalitionen aus drei bestimmten Parteien, die während der Weimarer Republik Regierungen auf Reichs- und Länderebene stützten. Dies waren die gemäßigt-linke Sozialdemokratische Partei Deutschlands (SPD), die katholische Zentrumspartei (Z) und die linksliberale Deutsche Demokratische Partei (DDP). Auf Reichsebene regierten die drei Parteien 1919/1920 und 1921/1922, in Preußen 1919–1921 und 1925–1932 sowie in Baden 1919–1931. Es handelte sich also nicht um die häufigste Koalition im Reich. Gängiger war eine bürgerliche Minderheitsregierung von Zentrum, DDP, DVP und weiteren Parteien, die von der SPD oder der DNVP toleriert wurde.
Als überparteiliche Republikschutzorganisation gründeten die drei Parteien am 22. Februar 1924 das Reichsbanner Schwarz-Rot-Gold, das in der Folgezeit über drei Millionen Mitglieder zählte.

## Kaiserreich
Bereits im Deutschen Kaiserreich (1871–1918) hatten die drei Parteien (bzw., im Falle der DDP, ihre Vorgänger, also zuletzt die Fortschrittliche Volkspartei) mehrmals eine absolute Mehrheit im Parlament. Damals war die SPD allerdings noch nicht zur Regierungsteilnahme bereit, umgekehrt wollten auch die anderen beiden Parteien (bzw. Parteigruppierungen) mit den Sozialdemokraten höchstens von Fall zu Fall zusammenzuarbeiten. In der sozialen Frage standen SPD und ein Teil des Zentrums den Linksliberalen gegenüber, in der Schulfrage DDP und Sozialdemokraten dem Zentrum. Zentrum und Linksliberale waren ferner zu unterschiedlichen Zeiten bereit, die konservativ-rechtsliberale Reichsregierung zu unterstützen.
Während des Ersten Weltkrieges fanden die drei Parteien sich jedoch im Interfraktionellen Ausschuss des Reichstages zusammen, um mäßigend auf die deutsche Kriegspolitik einzuwirken. Als Meilenstein der Entwicklung gilt die Friedensresolution vom Juli 1917. Noch 1917 traten Zentrumsleute und Linksliberale in die Reichsregierung ein, im Oktober 1918 unter dem parteilosen Liberalen Max von Baden sogar Sozialdemokraten. In der Zeit des Rates der Volksbeauftragten (1918/1919) waren in diesem obersten Revolutionsorgan nur Mehrheits- und Unabhängige Sozialdemokraten vertreten. Allerdings bestand weiterhin das Kabinett der Staatssekretäre, in dem Mitglieder dieser beiden Parteien, des Zentrums, der DDP und der Rechtsliberalen vertreten waren.

## Wahlen
Bei der Wahl zur Verfassunggebenden Nationalversammlung am 19. Januar 1919 erreichten die Parteien der Weimarer Koalition zusammen 76,2 Prozent der abgegebenen Stimmen. Davon entfielen auf die SPD 37,9 Prozent, auf das Zentrum 19,7 Prozent und auf die DDP 18,6 Prozent der Stimmen. Damit entschieden sich die Deutschen sowohl gegen das Rätesystem als auch gegen die Rückkehr zur Monarchie.
Verglichen mit vorangegangenen und späteren Wahlen waren diese Ergebnisse besser. (Stimmen in Prozent):
|               | 1903–1912 1 | Nationalversammlung 1919 | 1920–1924 1 |
| ------------- | ----------- | ------------------------ | ----------- |
| SPD           | 31,8        | 37,9                     | 22,7        |
| Zentrum       | 18,5        | 19,7                     | 13,5        |
| Linksliberale | 10,0 2      | 18,6                     | 6,8         |
| Zusammen      | 60,3        | 76,2                     | 43,0        |

Bei der Wahl 1919 hatte die SPD einen besonderen Vorteil: Die Umstellung von der Wahl im Einpersonenwahlkreis zur Listenwahl bereitete den gut organisierten Sozialdemokraten weniger Schwierigkeiten als vor allem den Konservativen. Im Nachteil hingegen war die DVP, die sich relativ spät bildete und auch nicht in allen Wahlkreisen antrat. Das kam der DDP zugute.

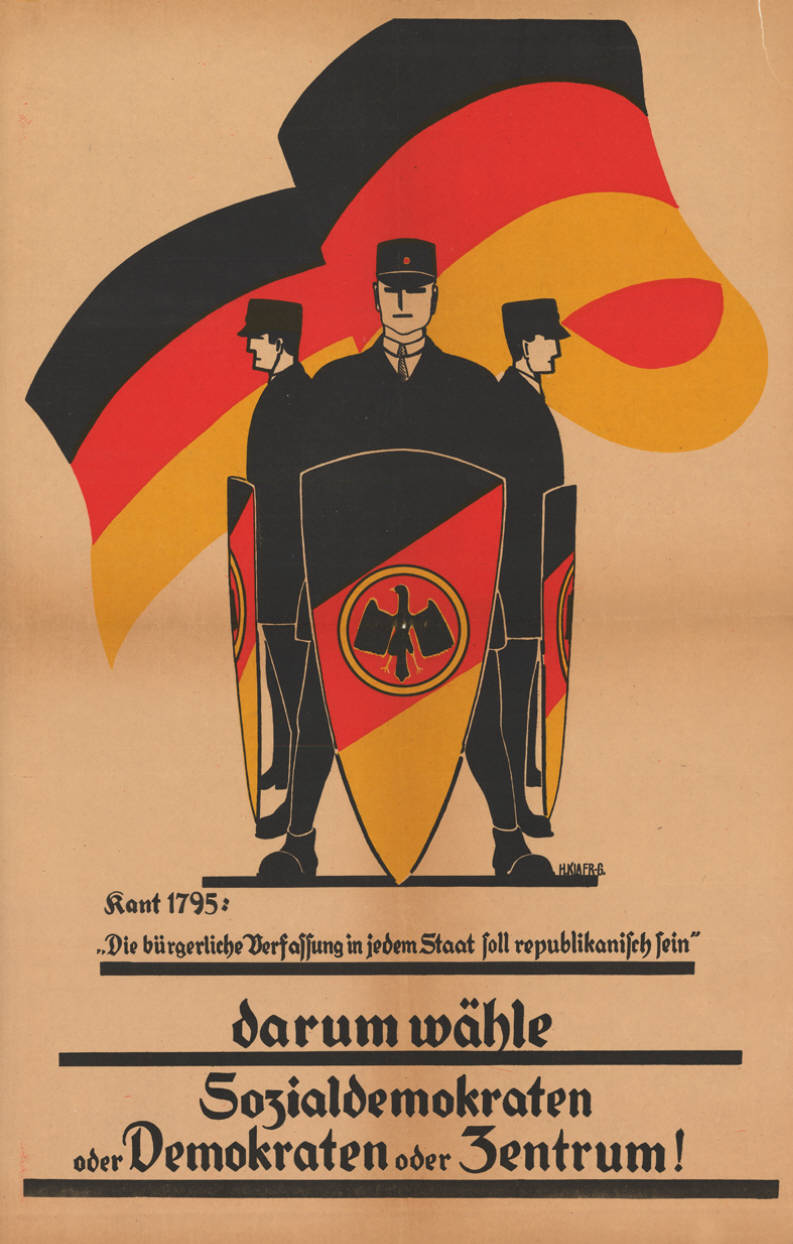
Plakat aus dem Jahr 1924, mit Immanuel Kants Aussage, dass jeder Staat eine republikanische Verfassung haben solle.

Schon bei den ersten Reichstagswahlen am 6. Juni 1920 verlor die Weimarer Koalition ihre Mehrheit. Die Sozialdemokraten kamen auf 21,7 Prozent der Stimmen, das Zentrum auf 13,6 Prozent und die DDP auf 8,3 Prozent der Stimmen. In der letzten Wahl mit mehreren Parteien, vom März 1933, erhielt letztere 0,9 Prozent. Eine absolute Mehrheit erreichte die Weimarer Koalition auf Reichsebene nach 1920 nicht mehr, mit Ausnahme einer kurzen Zeit nach 1922, als ein Teil der USPD sich wieder der SPD anschloss.
Die Parteien der Weimarer Koalition, vor allem SPD und DDP, verloren Stimmen teilweise wegen des Schadens, den der Versailler Vertrag ihrem Ansehen hinzugefügt hatte. Bei der SPD dürfte wichtiger gewesen sein, dass der linke Flügel unzufrieden über die ausbleibende soziale Revolution war. Auch die Niederschlagung linksradikaler Aufstandsversuche trug zu dieser Unzufriedenheit bei, die bei der Wahl von 1920 das Wählerpotential der linken SPD-Abspaltung USPD vergrößerte, das später zum Teil von der KPD übernommen wurde.
Vom Zentrum machte sich die Bayerische Volkspartei unabhängig. Diese deutlich rechtere Partei konnte etwa drei bis fünf Prozent der Wählerstimmen erreichen. Die DDP verlor viele Wähler an die DVP, die in späteren Jahren ihrerseits an rechtere Parteien verlor; der Niedergang des politischen Liberalismus war damals auch in anderen Ländern zu beobachten.

## Weimarer Regierungen
Die drei Parteien kamen kurzzeitig noch unter Reichskanzler Wirth zusammen (1921/1922) sowie in so genannten Großen Koalitionen mit der rechtsliberalen DVP und zum Teil anderen Parteien (1923, 1928–1930). Die DVP war wesentlich häufiger an Reichsregierungen beteiligt als die SPD. Die typische Koalition von 1920 bis 1932 war eine Minderheitsregierung von Zentrum, DDP und DVP unter parlamentarischer Unterstützung der SPD.
Auch in den Ländern war die Weimarer Koalition zuerst von großer Bedeutung, verlor aber im Laufe der Zeit ihren Einfluss. In Preußen konnte sie – oft als „Preußenkoalition“ bezeichnet – von 1919 bis 1921 und wieder 1925 bis 1932 regieren (Kabinette Hirsch, Braun I, Marx und Braun III), am längsten unter der Führung von Ministerpräsident Otto Braun (SPD). Auch in der Republik Baden stellte die Weimarer Koalition 1919 bis 1933 – mit kurzer Unterbrechung (Kabinett Schmitt II) – die Regierung.